# تپه سراب بید سرخ
تپه سراب بید سرخ مربوط به دوران پیش از تاریخ ایران باستان - است و در شهرستان صحنه، روستای بید سرخ واقع شده و این اثر در تاریخ ۱۸ خرداد ۱۳۸۴ با شمارهٔ ثبت ۱۱۸۲۶ به‌عنوان یکی از آثار ملی ایران به ثبت رسیده است.